# Pino Mlakar
Pino Mlakar, , slovenski baletnik, koreograf in pedagog, * 2. marec 1907, Novo mesto, † 30. september 2006, Novo mesto.
Pino Mlakar je z ženo Pio Mlakar (1910-2000) postavil temelje strokovnega baletnega šolanja v Sloveniji. Baletni par se je spoznal leta 1927 na Koreografskem inštitutu Rudolfa Labana v Hamburgu. Pia, rojena Maria Luiza Pia Beatrice Scholz in Pino sta neločljivo delovala 73 let, skupaj sta koreografirala 50 baletov. Tudi njuna hčerka Veronika Mlakar je bila baletna plesalka.
Pino Mlakar je avtor več strokovnih člankov in monografij: Ples kot umetnost in gledališče, Srečne zgodbe bolečina, skupaj z ženo pa (1992) dveh knjig z naslovom Unsterblicher Theatertanz: 300 Jahre Ballettgeschichte der Oper in München (v nemškem jeziku). Po vojni je bil prvi predsednik Društva baletnih umetnikov Jugoslavije, sicer pa je 25 let deloval kot redni profesor na Akademiji za gledališče, radio, film in televizijo v Ljubljani. Za svoje delo je trikrat prejel Prešernovo nagrado, bil pa je tudi častni meščan Ljubljane in Novega mesta.
Pino in Pia Mlakar sta bila tudi dobra in vneta jadralca. Za njuno jadrnico PI-314 Galeb, ki sta jo dala narediti v Trogirju leta 1936 in s katero sta obplula vse kotičke Jadrana, zdaj skrbi Pomorski muzej Sergej Mašera v Piranu.